# HMA (VPN)
HMA(구 명칭: HideMyAss!)는 영국에서 2005년에 설립된 VPN 서비스이다. 2016년부터 체코의 사이버 보안 회사인 어베스트의 자회사이다.

## 역사
HMA는 잭 케이터가 잉글랜드 노퍽에서 2005년에 설립했다. 당시 케이터는 16세였다. 그는 학교 네트워크에서 게임이나 음악에 접근하는 데 대한 제한을 우회하기 위해 HMA를 만들었다. 케이터에 따르면, 첫 HMA 서비스는 오픈 소스 코드를 사용하여 단 몇 시간 만에 만들어졌다. 첫 제품은 사용자가 URL을 입력하면 해당 웹사이트를 사용자의 웹 브라우저에 표시해주는 무료 프록시 웹사이트였다.
케이터는 온라인 포럼에서 이 도구를 홍보했고 디그의 첫 페이지에 실렸다. 천 명 이상의 사용자를 유치한 후 케이터는 광고를 포함시켰다. HMA는 벤처 캐피털 투자를 받지 않았다. 설립자가 컴퓨터 과학 학위를 따기 위해 대학에 다니는 동안 매달 약 1,000~2,000달러를 벌었다. 2009년 케이터는 HMA에 집중하기 위해 대학을 중퇴하고 유료 VPN 서비스를 추가했다. 초기 HMA 직원 대부분은 oDesk에서 찾은 프리랜서였다. 2012년에 프리랜서 중 한 명이 경쟁 사업을 시작했다. HMA는 계약직 직원을 정규직으로 채용하고 런던에 물리적 사무실을 설립하는 것으로 대응했다.
2012년, 영국 정부는 HMA에 코디 앤드류 크레친저가 룰즈섹 해킹 그룹의 일원으로서 HMA 서비스를 사용하여 소니그룹을 해킹한 것에 대한 정보를 제공하라는 법원 명령을 보냈다. HMA는 당국에 정보를 제공했다. HMA는 소프트웨어를 불법 활동에 사용하는 것은 회사 이용 약관 위반이라고 말했다.
2013년, HMA는 모바일 장치로부터의 인터넷 트래픽을 익명화하는 소프트웨어를 추가했다. 2014년, 이 회사는 HideMyPhone! 서비스를 도입하여 휴대 전화 사용자가 자신의 통화가 다른 위치에서 발신된 것처럼 보이게 할 수 있도록 했다.
2014년까지 이 서비스는 1천만 명의 사용자와 215,000명의 유료 VPN 서비스 가입자를 확보했다. 그 해 매출은 1,100만 파운드에 달했다. HMA는 100명의 직원을 고용했으며 베오그라드와 키이우에 국제 사무소를 설립했다.
2015년까지 HMA는 가장 큰 VPN 제공업체 중 하나가 되었다. 2015년 5월, 이 회사는 AVG Technologies에 4천만 달러에 인수되었으며, 이정표 달성 시 2천만 달러의 언아웃이 추가되었다. 그리고 2016년 AVG Technologies 인수 후 어베스트의 일부가 되었다.
2017년, 해커가 사용자의 랩톱에 접근하여 장치에 대한 상위 권한을 얻을 수 있는 보안 취약점이 발견되었다. HMA는 며칠 후 이 취약점을 수정했다.
2019년, HMA가 러시아 당국으로부터 금지된 웹사이트의 국가 후원 레지스트리에 가입하라는 지시를 받았으며, 이는 러시아 HMA 사용자가 러시아 국가 검열을 우회하는 것을 막을 것이라는 보도가 있었다. HMA는 한 달 내에 준수하지 않으면 러시아 당국에 의해 차단될 것이라고 한다.
2020년 HMA는 VPN 서비스에 대한 노로그 정책을 도입했다. 이 정책에 따라 HMA는 사용자의 원래 IP 주소, DNS 쿼리, 온라인 활동, 전송된 데이터 양 또는 VPN 연결 타임스탬프를 기록하지 않는다. HMA의 노로그 정책 도입 이후, HMA의 VPN은 독립적인 제3자 사이버 보안 회사 VerSprite의 감사를 거쳐 노로그 정책에 대해 낮은 위험의 사용자 개인 정보 영향 등급을 받았다.

## 소프트웨어
HMA는 사용자가 온라인에서 익명을 유지하고 온라인 트래픽을 암호화하는 데 도움이 되는 디지털 소프트웨어 및 서비스를 제공한다. 이 소프트웨어는 사용자의 국가에서 차단될 수 있는 웹사이트에 접근하고, 해커가 악용할 수 있는 정보를 익명화하며, 신원이 노출되지 않고 불법적인 일을 하는 데 사용된다. HMA의 개인 정보 보호 정책 및 이용 약관은 불법 활동에 사용하는 것을 금지한다.
HMA는 사용자의 IP 주소 및 기타 식별 정보를 원격 서버를 통해 사용자의 인터넷 트래픽을 라우팅하여 숨긴다. 그러나 전문가들은 이 회사가 발신 IP 주소, 각 VPN 세션의 기간, 사용된 대역폭을 포함한 일부 연결 데이터를 기록한다고 지적한다.
2018년 5월 현재 이 회사는 전 세계 280개 지역에 830개의 서버를 보유하고 있으며 3000개 이상의 IP 주소를 제공한다. 이 소프트웨어는 모든 플랫폼에 킬 스위치를 포함한다.

## 개인 정보 보호
Invisibler에 따르면, HMA VPN은 해킹 사건에서 로그를 넘겨주는 데 미국 당국과 협력한 것으로 보인다. 이로 인해 "룰즈섹 대실패"로 알려진 사건에서 해커가 체포되었다.

## 평가
2015년 탐스 하드웨어의 리뷰는 HMA가 사용하기 쉽고 고객 서비스가 좋으며 선택할 수 있는 서버 위치가 많다고 했지만, 인터넷 속도를 늦춘다는 점을 비판했다. 이와 대조적으로 Digital Trends는 HMA가 강력한 속도와 좋은 서버 선택을 제공하지만, 사용자 활동 로그를 저장하기 때문에 익명성을 완전히 보장하지 못한다고 말했다. (2020년에 HMA는 더 이상 사용자 활동을 기록하지 않을 것이라고 발표했다). 2017년 PC 월드는 위치, 인터넷 서비스 속도, 하드웨어와 같은 변수 때문에 VPN 서비스가 인터넷 속도에 미치는 영향을 측정하기 어렵다고 지적했다.
2016년 PCMag의 리뷰는 HMA 안드로이드 앱에 5점 만점에 3점을 주었다. 서버 선택과 사용자 인터페이스를 칭찬했지만, 가격, 속도 및 고급 기능 부족을 비판했다. 2018년 PCMag은 HMA VPN 서비스에 대해 비슷한 피드백을 제공했다. PC 월드의 2017년 리뷰 또한 HMA의 간단한 사용자 인터페이스를 칭찬했지만, 고급 기능 부족을 비판하며 이 소프트웨어가 고급 구성 옵션이 필요 없는 일반 사용자에게 이상적이라고 말했다.